# Atelier (Fernsehserie)
Atelier (jap. アンダーウェア, Andāwea für engl. Underwear, dt. „Unterwäsche“) ist eine japanische Fernsehserie (Dorama) des Streaming-Anbieters Netflix, in Koproduktion mit dem Fernsehsender Fuji Television. Sie besteht aus 13 Folgen. Diese sind in Deutschland ebenfalls bei Netflix abrufbar, bisher jedoch nur in der Originalsprache mit deutschsprachigen (und anderssprachigen) Untertiteln.

## Inhalt
Mayuko Tokita, ist eine junge Frau, die auf Japans nördlichster Insel Hokkaido aufwuchs. Nach dem Mode-Studium an der Universität beginnt Mayuko ihre Karriere bei einem High-End-Label für Dessous in Tokio, genannt Emotion. Bald muss sie die Feststellung machen, dass das Leben in der Stadt und in der Branche weit anders verlaufen, als sie es sich zuvor erträumt hat.

## Darsteller
- Mirei Kiritani als Tokita Mayuko
- Mao Daichi als Mayumi Nanjō
- Wakana Sakai als Mizuki Nishizawa
- Maiko als Fumika Iida
- Masako Chiba als Reiko Tanaka
- Ken Kaitō als Jin Saruhashi
- Dōri Sakurada als Sōsuke Himeji
- Nicole Ishida als Sarii Machida
- Toshi Takeuchi als Naomichi Kaji
- Megumi Satō als Rin Nakatani